# Comuna Săliștea, Alba
Săliștea (în trecut Cioara, în maghiară: Alsócsóra, în germană: Tschora) este o comună în județul Alba, Transilvania, România, formată din satele Mărgineni, Săliștea (reședința), Săliștea-Deal și Tărtăria.

## Demografie
Componența etnică a comunei Săliștea
     Români (94,62%)
     Alte etnii (5,38%)
Componența confesională a comunei Săliștea
     Ortodocși (76,57%)
     Penticostali (15,17%)
     Creștini după evanghelie (1,02%)
     Alte religii (1,39%)
     Necunoscută (5,85%)
Conform recensământului efectuat în 2021, populația comunei Săliștea se ridică la 2.155 de locuitori, în scădere față de recensământul anterior din 2011, când fuseseră înregistrați 2.197 de locuitori. Majoritatea locuitorilor sunt români (94,62%). Din punct de vedere confesional, majoritatea locuitorilor sunt ortodocși (76,57%), cu minorități de penticostali (15,17%) și creștini după evanghelie (1,02%), iar pentru 5,85% nu se cunoaște apartenența confesională.

## Politică și administrație
Comuna Săliștea este administrată de un primar și un consiliu local compus din 11 consilieri. Primarul, Ioan Gherman[*], de la Partidul Social Democrat, este în funcție din 1 noiembrie 2024. Începând cu alegerile locale din 2024, consiliul local are următoarea componență pe partide politice:
|  | Partid                          | Consilieri | Componența Consiliului | Componența Consiliului | Componența Consiliului | Componența Consiliului | Componența Consiliului | Componența Consiliului |
|  | ------------------------------- | ---------- | ---------------------- | ---------------------- | ---------------------- | ---------------------- | ---------------------- | ---------------------- |
|  | Partidul Social Democrat        | 6          |                        |                        |                        |                        |                        |                        |
|  | Partidul Național Liberal       | 4          |                        |                        |                        |                        |                        |                        |
|  | Alianța pentru Unirea Românilor | 1          |                        |                        |                        |                        |                        |                        |

## Personalități
- David Prodan (n. 1902), istoric, academician, bibliotecar, profesor universitar, specialist în istoria Transilvaniei;
- Călugărul Sofronie (născut Stan Popovici), preot, luptător pentru libertatea ortodoxiei în Transilvania secolului al XVIII-lea.

## Atracții turistice
- Biserica de lemn "Sfinții Arhangheli Mihail și Gavriil" din satul Săliștea, construcție secolul al XVIII-lea, monument istoric
- Mănăstirea Afteia ce poartă hramul "Constantin și Elena" este situată la 22 km distanță față de satul Săliștea, construcție datată din secolul al XVI-lea
- Conacul "Barcsay", astăzi clădirea adăpostește sediul primăriei

## Imagini

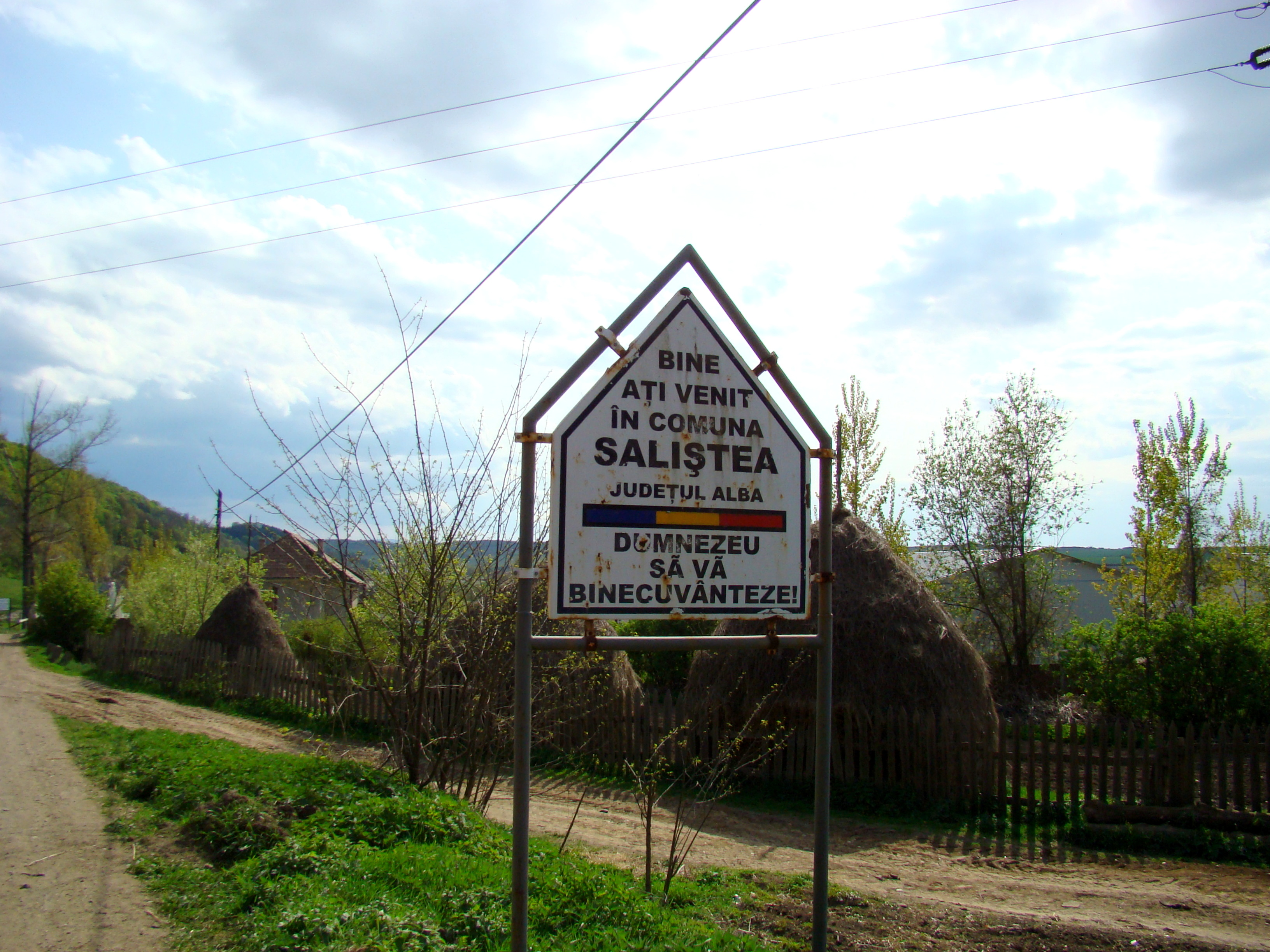
Intrarea în localitate
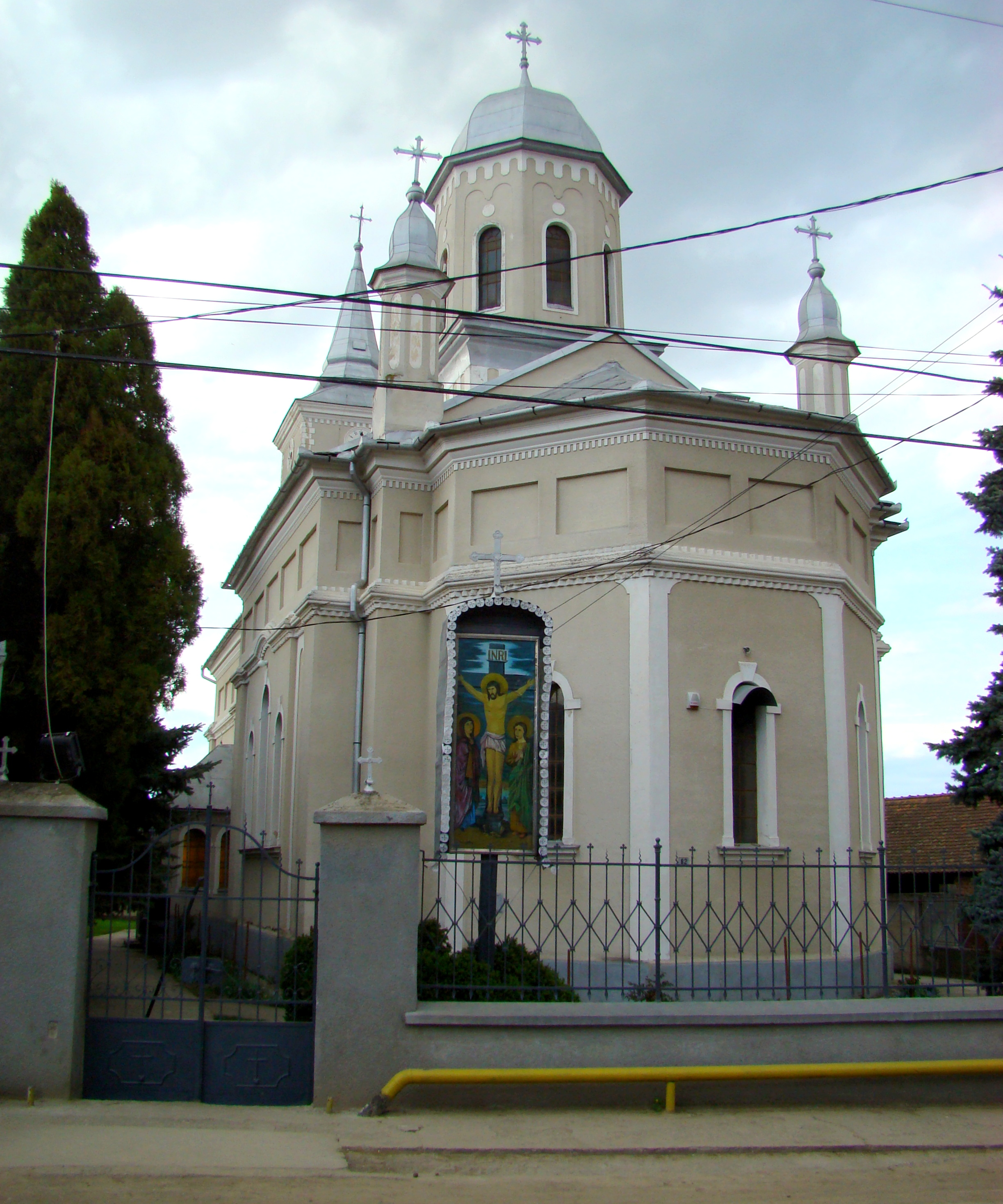
Biserica ortodoxă
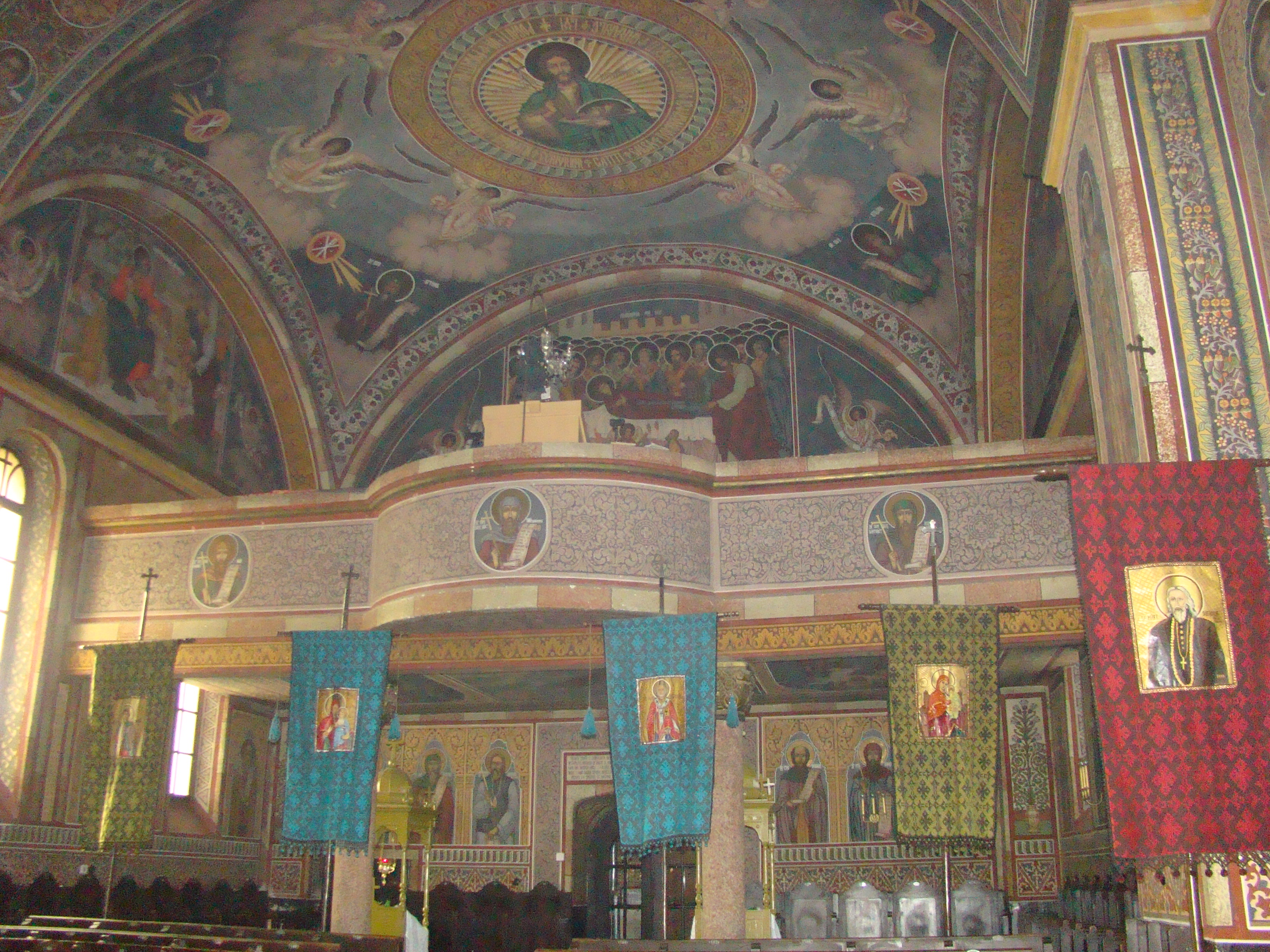
Biserica ortodoxă
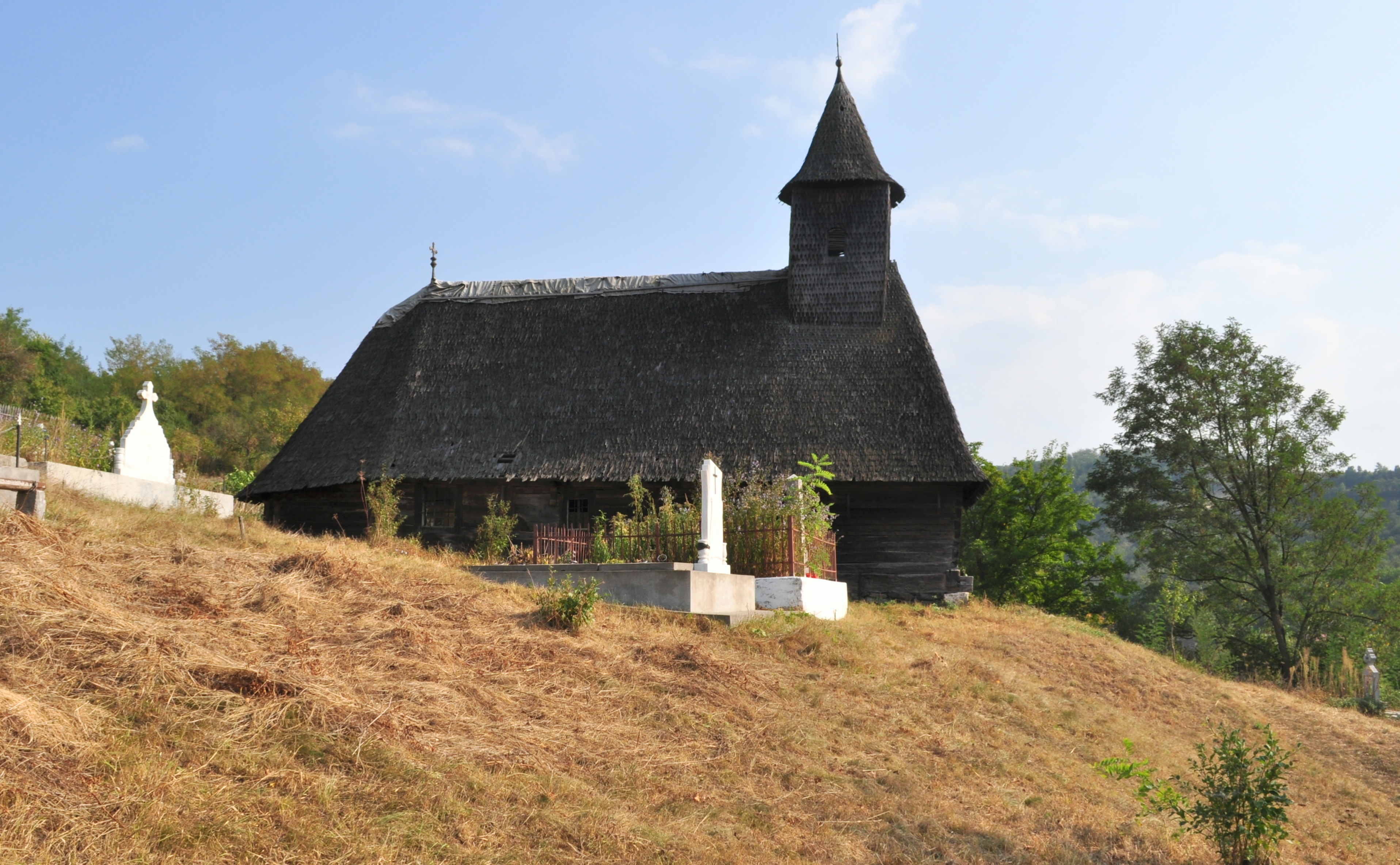
Biserica de lemn (monument istoric)
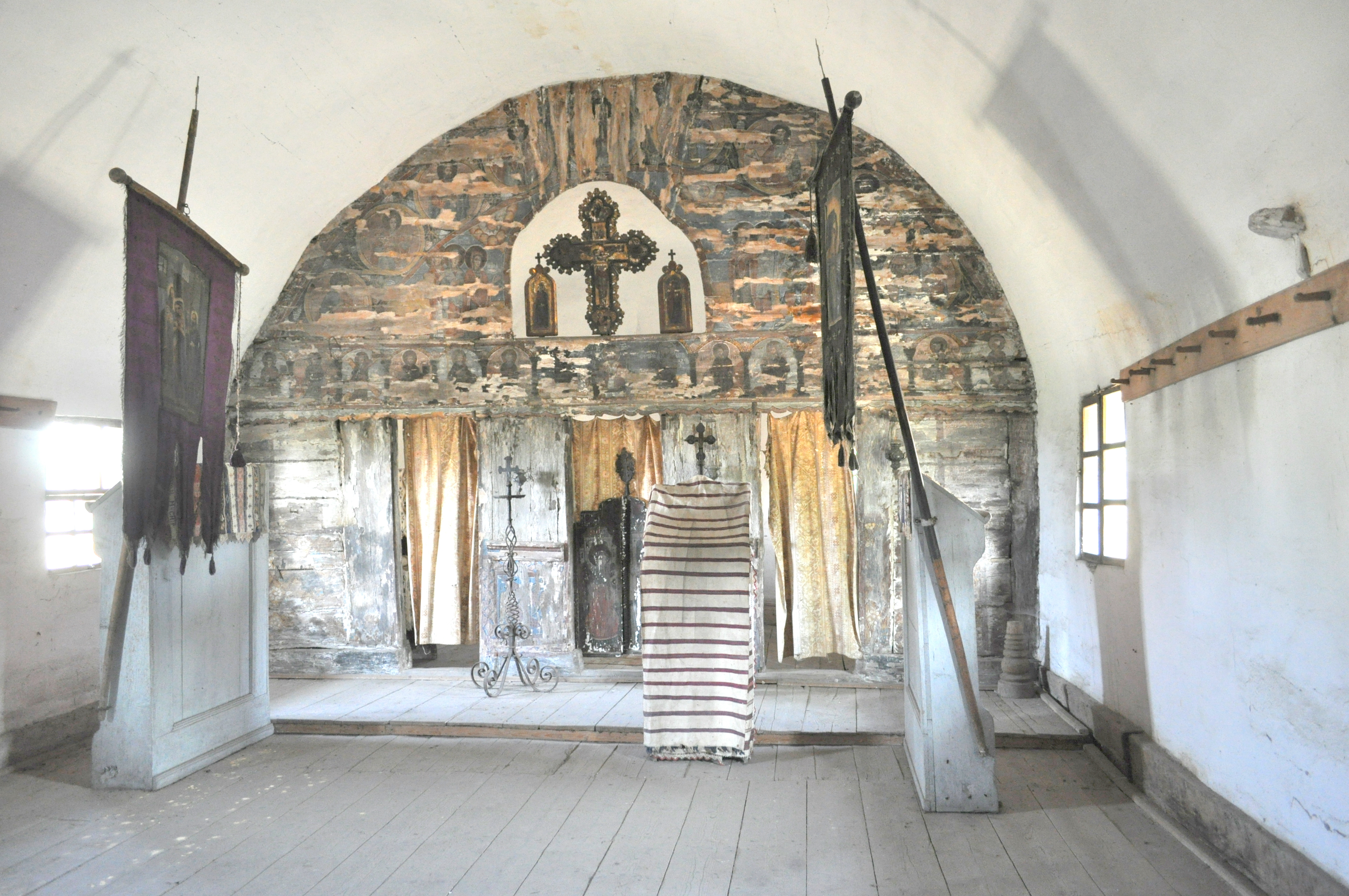
Biserica de lemn (monument istoric)
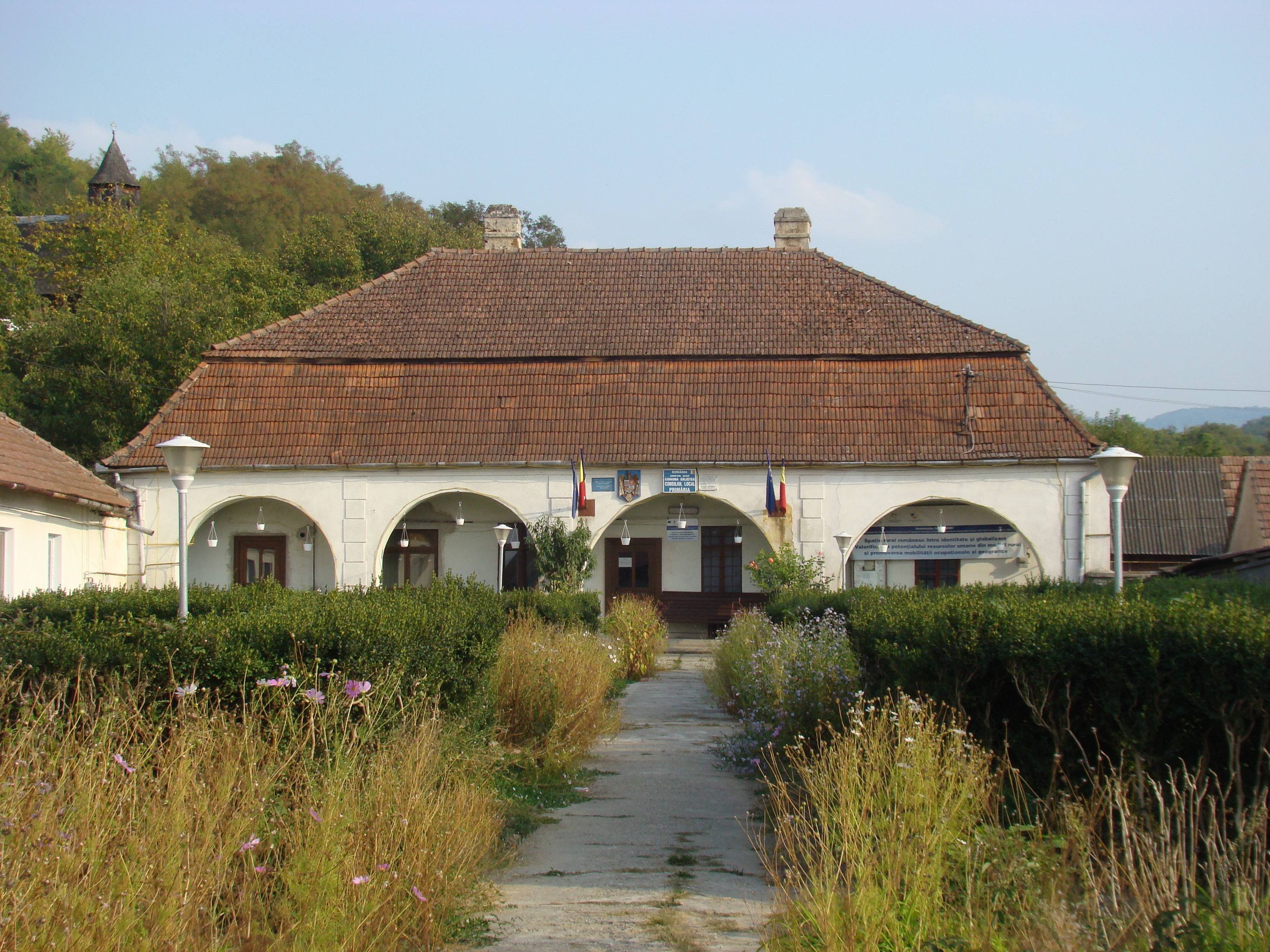
Primăria comunei Săliștea functionează într-o clădire monument istoric, Casa Barcsay, care datează din sec. al XVIII-lea.
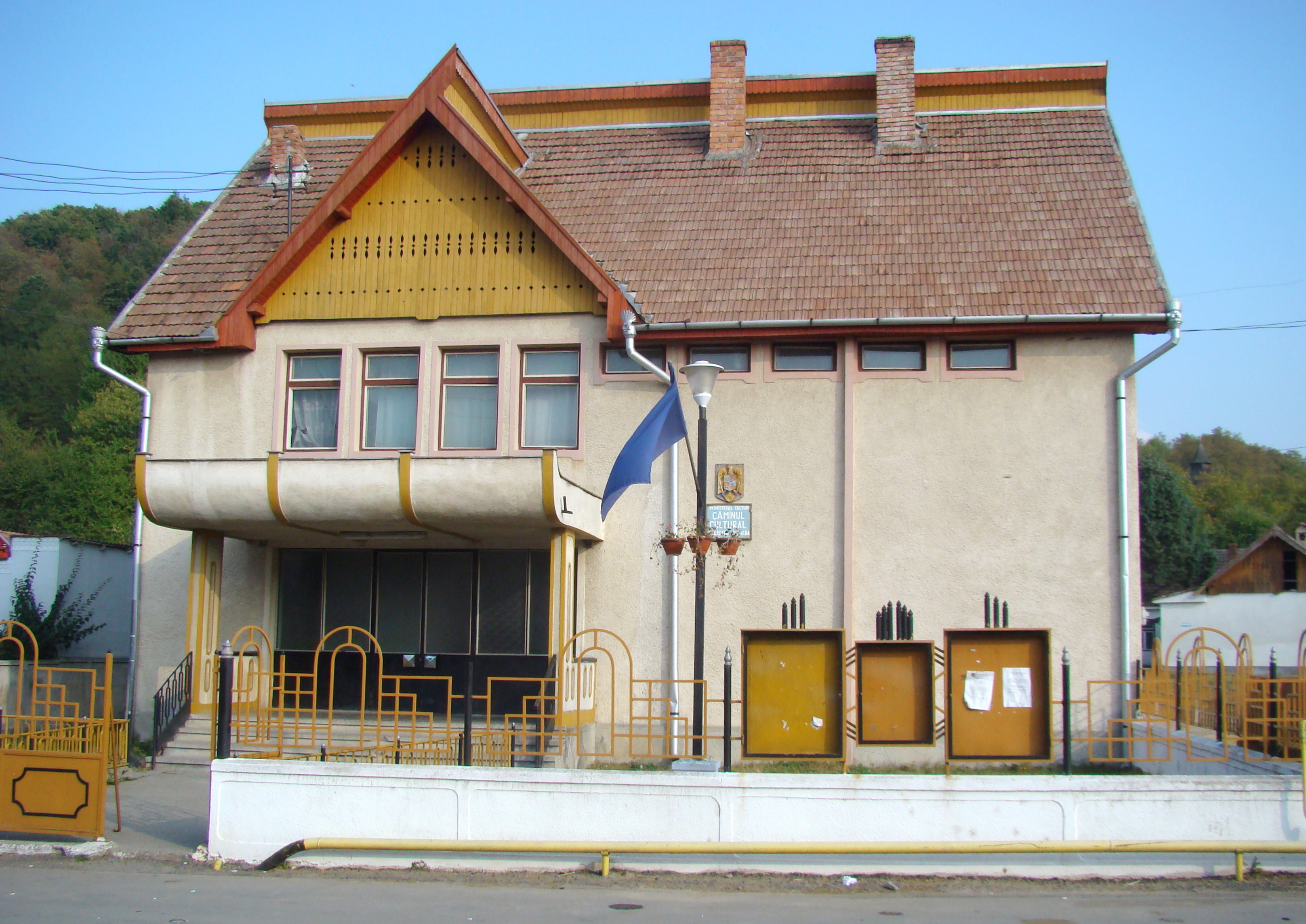
Căminul cultural
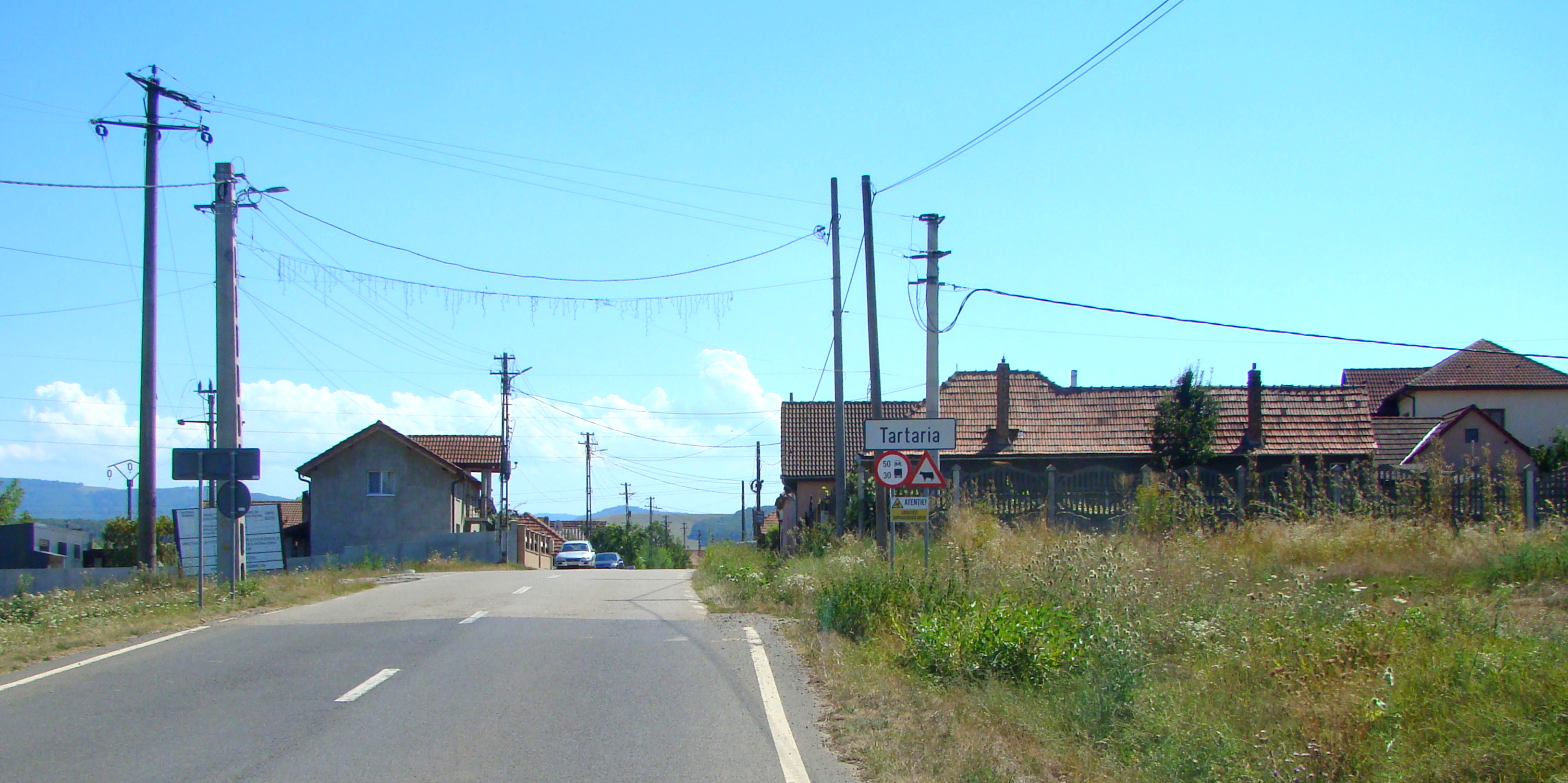
Tărtăria
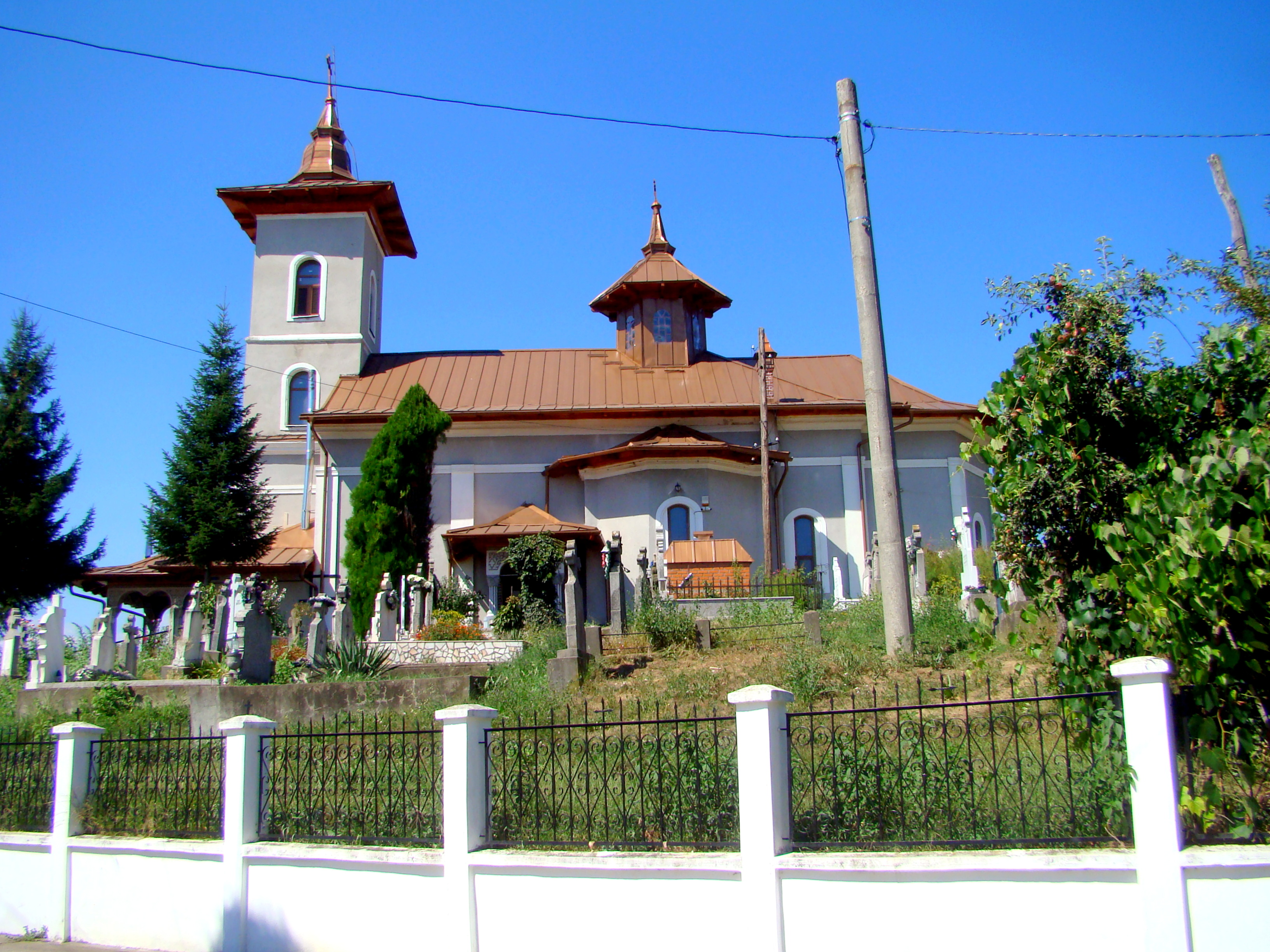
Biserica Buna Vestire din Tărtăria
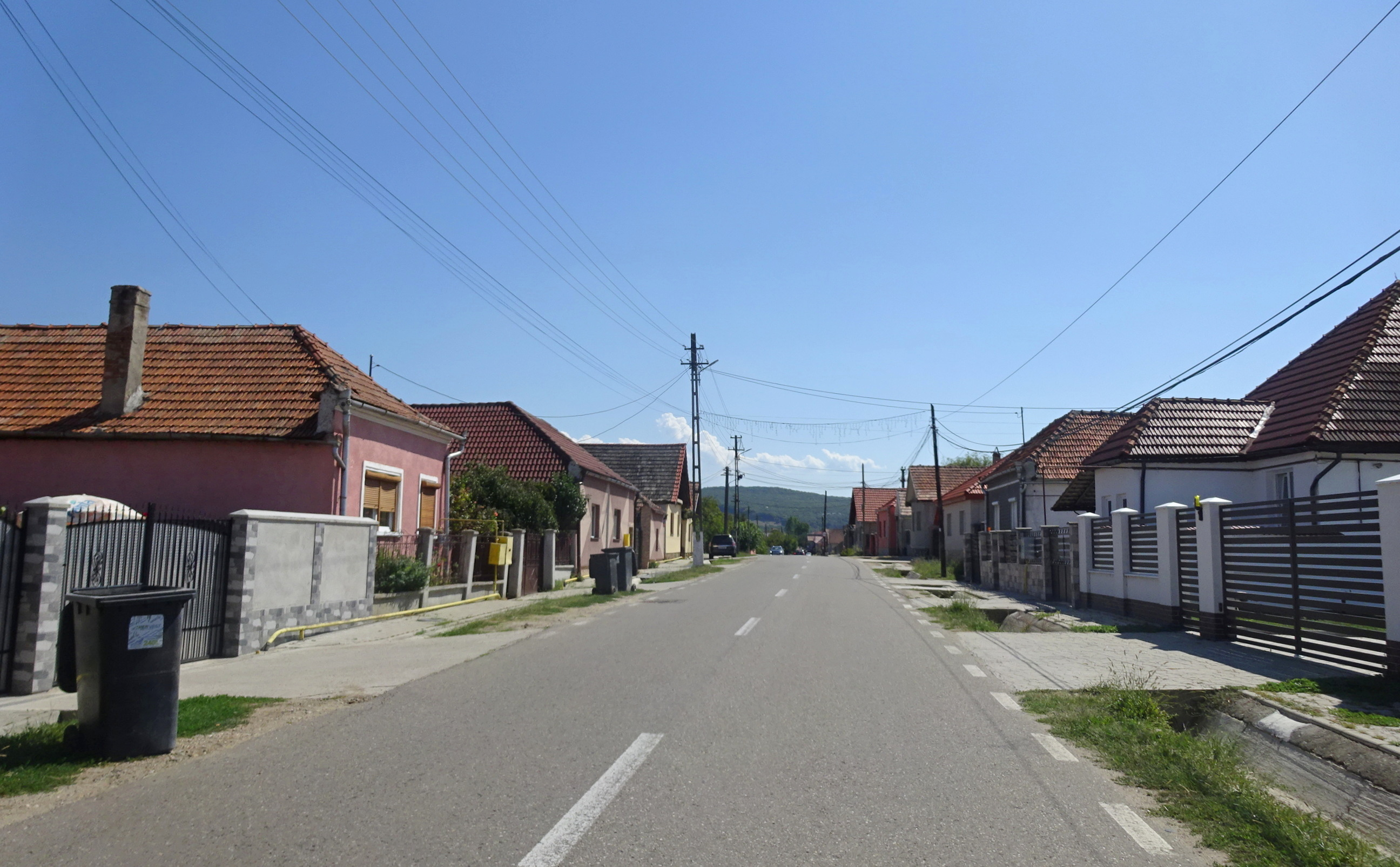
Tărtăria
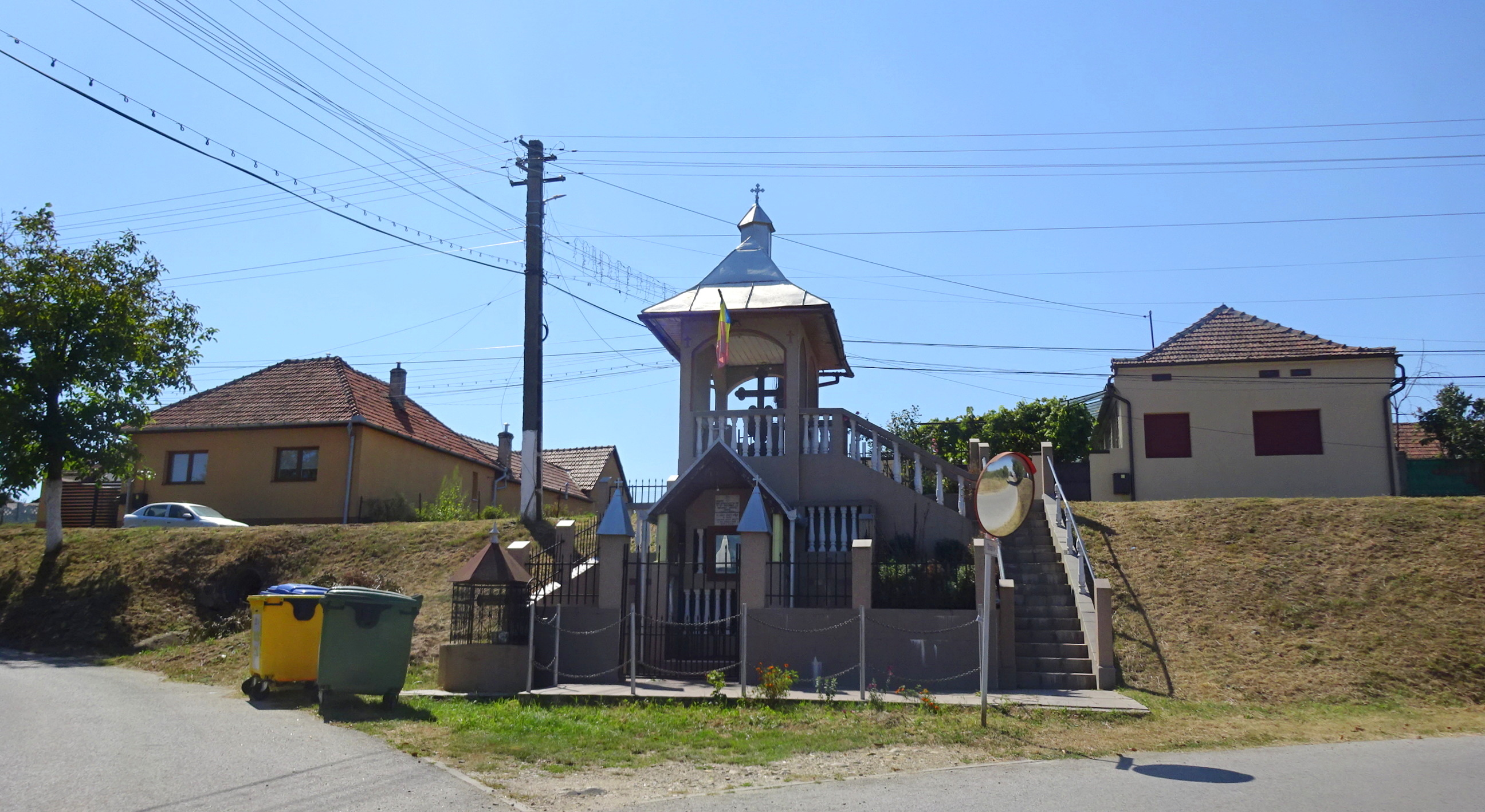
Troița
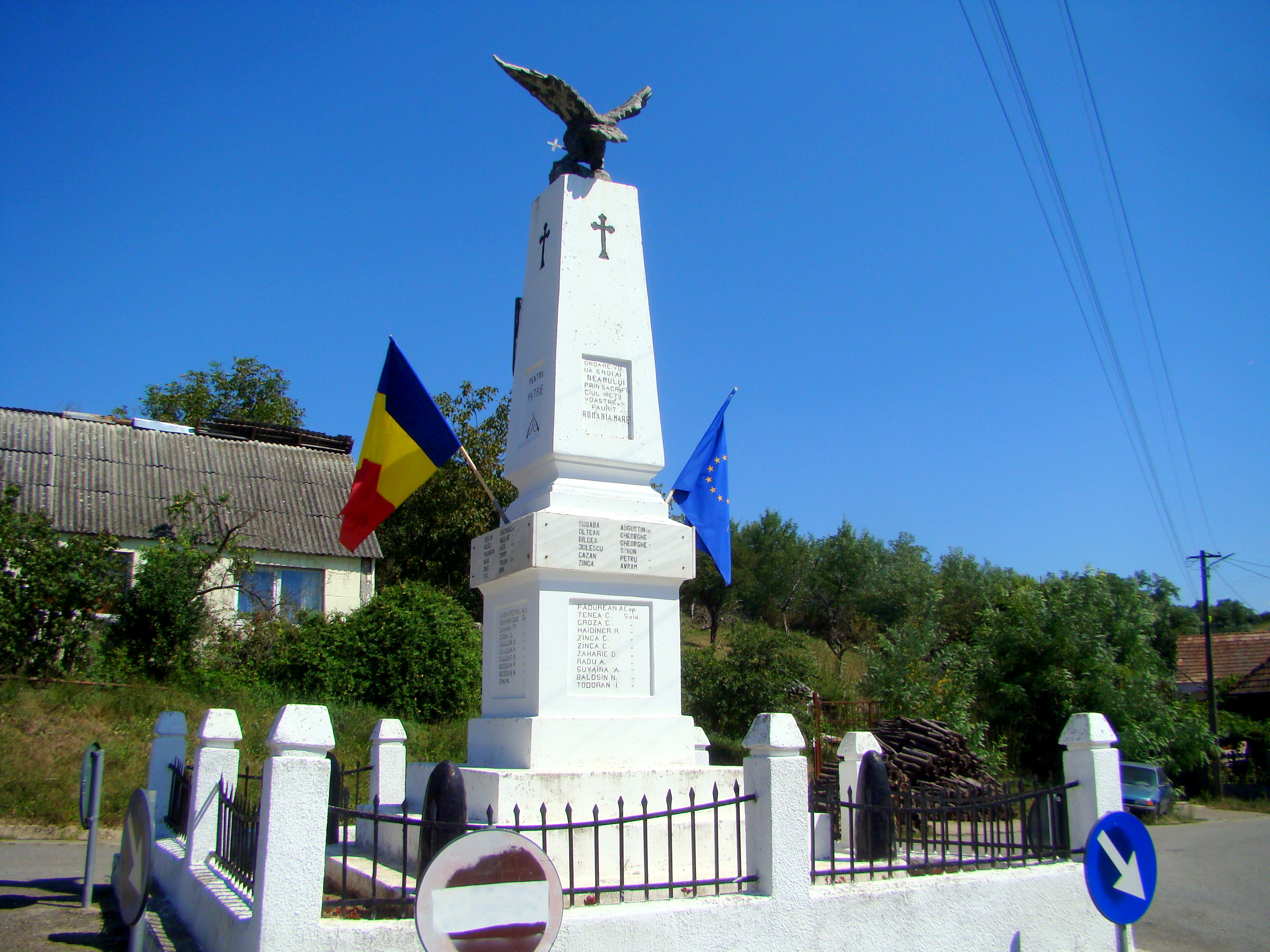
Monumentul eroilor din Tărtăria